# Diócesis de Guantánamo-Baracoa
La diócesis de Guantánamo-Baracoa (en latín: Dioecesis Guantanamensis-Baracoensis) es una circunscripción eclesiástica de la Iglesia católica en Cuba. Se trata de una diócesis latina, sufragánea de la arquidiócesis de Santiago de Cuba. Desde el 29 de marzo de 2018 su obispo es Silvano Pedroso Montalvo.

## Territorio y organización

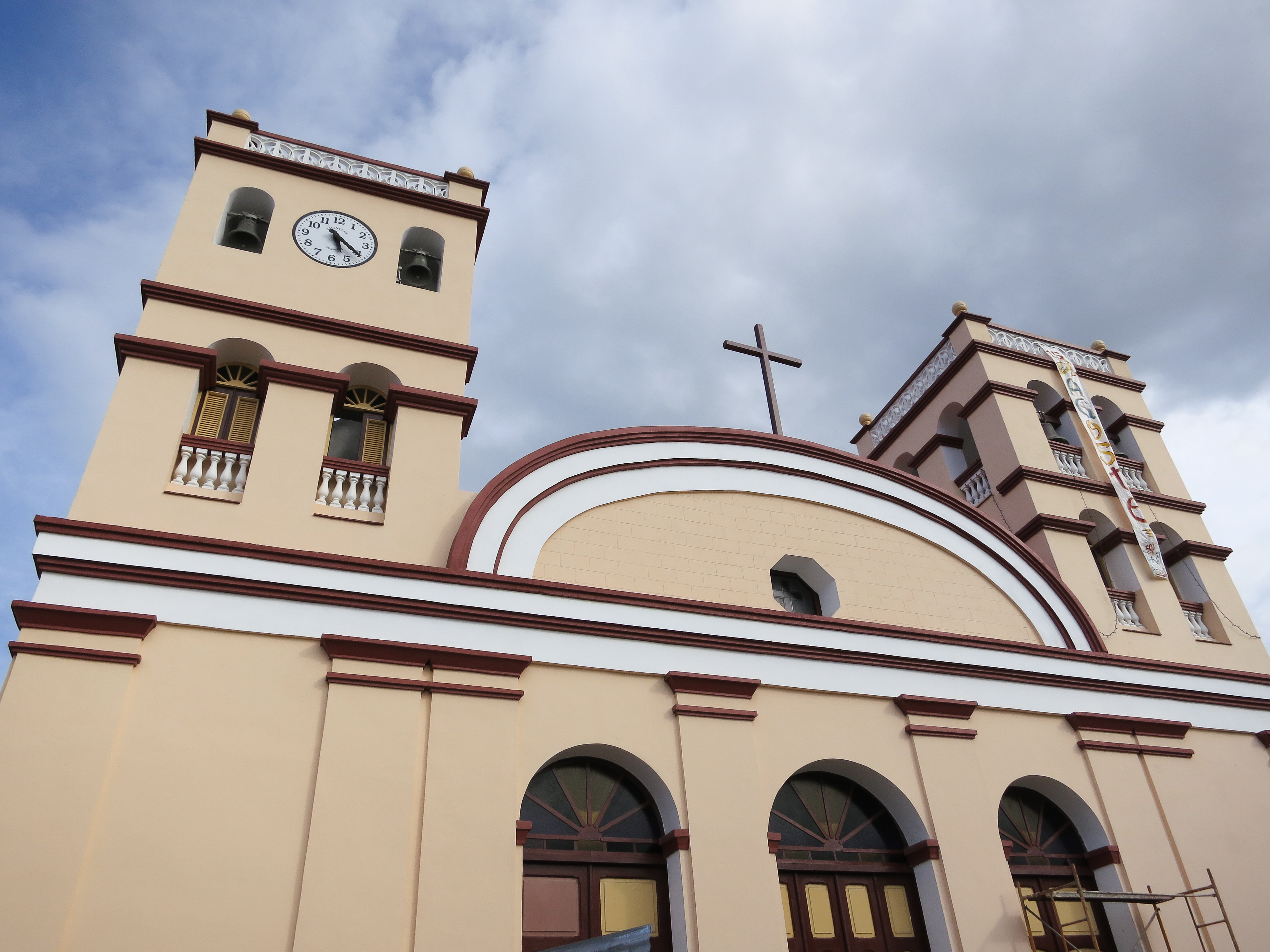
Concatedral de Nuestra Señora de la Asunción, en Baracoa

La diócesis tiene 6565 km² y extiende su jurisdicción sobre los fieles católicos de rito latino residentes en la provincia de Guantánamo, incluyendo teóricamente el territorio arrendado a los Estados Unidos de la Base Naval de la Bahía de Guantánamo.
La sede de la diócesis se encuentra en la ciudad de Guantánamo, en donde se halla la Catedral de Santa Catalina de Ricci. En Baracoa se halla la Concatedral de Nuestra Señora de la Asunción.
En 2021 en la diócesis existían 13 parroquias.

## Historia
La diócesis fue erigida el 24 de enero de 1998 mediante la bula Spirituali Christifidelium del papa Juan Pablo II, obteniendo el territorio de la arquidiócesis de Santiago de Cuba, que entre 1517 y 1522 había tenido el nombre de diócesis de Baracoa.

## Estadísticas
Según el Anuario Pontificio 2022 la diócesis tenía a fines de 2021 un total de 201 740 fieles bautizados.
| Año                                                                             | Población            | Población | Población      | Sacerdotes | Sacerdotes    | Sacerdotes    | Bautizados por sacerdote | Diáconos permanentes | Religiosos | Religiosos | Parroquias |
| Año                                                                             | Bautizados católicos | Total     | % de católicos | Total      | Clero secular | Clero regular | Bautizados por sacerdote | Diáconos permanentes | Varones    | Mujeres    | Parroquias |
| ------------------------------------------------------------------------------- | -------------------- | --------- | -------------- | ---------- | ------------- | ------------- | ------------------------ | -------------------- | ---------- | ---------- | ---------- |
| 1999                                                                            | 160 000              | 509 210   | 31.4           | 6          | 1             | 5             | 26 666                   |                      | 5          | 8          | 3          |
| 2000                                                                            | 161 122              | 512 732   | 31.4           | 10         | 5             | 5             | 16 112                   |                      | 5          | 8          | 3          |
| 2001                                                                            | 162 652              | 512 521   | 31.7           | 10         | 5             | 5             | 16 265                   | 4                    | 5          | 11         | 5          |
| 2002                                                                            | 163 152              | 514 230   | 31.7           | 11         | 6             | 5             | 14 832                   | 5                    | 5          | 12         | 6          |
| 2003                                                                            | 165 179              | 515 770   | 32.0           | 13         | 7             | 6             | 12 706                   | 5                    | 6          | 12         | 6          |
| 2004                                                                            | 181 251              | 517 858   | 35.0           | 7          | 7             |               | 25 893                   | 5                    |            | 11         | 7          |
| 2006                                                                            | 185 218              | 511 156   | 36.2           | 9          | 5             | 4             | 20 579                   | 5                    | 4          | 11         | 7          |
| 2013                                                                            | 196 876              | 511 781   | 38.5           | 11         | 7             | 4             | 17 897                   | 5                    | 4          | 13         | 7          |
| 2016                                                                            | 198 995              | 516 302   | 38.5           | 8          | 2             | 6             | 24 874                   | 4                    | 7          | 16         | 12         |
| 2019                                                                            | 197 400              | 512 029   | 38.6           | 15         | 8             | 7             | 13 160                   | 3                    | 7          | 18         | 12         |
| 2021                                                                            | 201 740              | 505 606   | 39.9           | 13         | 8             | 5             | 15 518                   | 3                    | 5          | 19         | 13         |
| Fuente: Catholic-Hierarchy, que a su vez toma los datos del Anuario Pontificio. |                      |           |                |            |               |               |                          |                      |            |            |            |

## Episcopologio
- Carlos Jesús Patricio Baladrón Valdés † (24 de enero de 1998-13 de diciembre de 2006 renunció)
- Wilfredo Pino Estévez (13 de diciembre de 2006-6 de diciembre de 2016 nombrado arzobispo de Camagüey)
- Silvano Pedroso Montalvo, desde el 29 de marzo de 2018